# Eugène Bouchut
Eugène Jean Antoine Bouchut, né  le 18 mai 1818 à Paris, ville où il est mort le 26 novembre 1891 dans le 9e arrondissement, est un médecin et pédiatre français.

## Biographie

### Famille et études
Son père Jean-Baptiste est vétérinaire.
Il fait ses études classiques à Paris, et commence sa médecine en 1835. Interne des hôpitaux de 1839 à 1844, il est reçu docteur en 1842, médecin des hôpitaux en 1849 et agrégé de médecine en 1853.

### Carrière
En 1849, il entre à l'Hôtel-Dieu comme chef de clinique, il est membre du bureau central d'admission, premier de sa promotion.
Il devient en 1852 médecin de l'hôpital Bon-Secours, puis de l'hôpital Sainte-Eugénie (1856) et des Enfants malades (1863).
Deux fois, en 1857 et 1859, il est chargé de suppléer André Duméril à la Faculté de médecine. À partir de cette date, Eugène Bouchut s'est voué à l'enseignement clinique à l'hôpital Sainte-Eugénie et à l'École pratique : cours sur les maladies des enfants, sur la pathologie générale, et d'histoire de la médecine.
Médecin en chef des Maisons d'éducation de la Légion d'honneur, il est médecin honoraire des hôpitaux en 1884.

## Travaux
En 1858, il propose un procédé du tubage dans le traitement du croup lié à la diphtérie.
En 1886, il décrit les formations miliaires propres à la dissémination d'une forme de tuberculose.
Il est l'auteur d'ouvrages sur l'histoire et la philosophie de la médecine.

## Honneurs et distinctions
Il reçoit le prix Montyon en 1843 et 1844.
Il est médaillé d'argent pour les épidémies de choléra de 1849 et de 1854. Il reçoit un prix de mille francs de l'Académie des sciences pour un travail sur la mort apparente et les enterrements prématurés (prix accordé sous le pseudonyme de Durand).
 Commandeur de la Légion d'honneur. Chevalier de la Légion d'honneur du 3 décembre 1852, Eugène Bouchut aurait reçu la première croix décernée par le Second Empire ; il a aussi été promu officier le 15 octobre 1871, puis commandeur et grand chancelier.
Une rue et une place de Paris, ouverte sur l'emplacement de l'abattoir de Grenelle, porte son nom depuis 1900.

## Publications
- Travaux et titres scientifiques de M. Eugène Bouchut Texte en ligne

### Médecine
- Étude sur la pneumonie des nouveau-nés et des enfants à la mamelle, thèse de médecine (1843) Texte en ligne
- Mémoire sur la fièvre puerpérale (1844)
- Traité pratique des maladies des nouveau-nés, des enfants à la mamelle et de la seconde enfance (1845), ouvrage couronné par l'Institut
- Hygiène de la première enfance, comprenant les lois organiques du mariage, les soins de la grossesse, l'allaitement maternelle, le choix des nourrices, le sevrage, le régime, l'exercice et la mortalité de la première enfance (1846) Texte en ligne
- Des maladies virulentes, première thèse d'agrégation (1847)
- Nouveaux Éléments de pathologie générale et de sémiologie (1852)
- De l'État nerveux aigu et chronique, ou nervosisme (1860)
- Dictionnaire de thérapeutique médicale et chirurgicale, avec Armand Després (1865) Texte en ligne
- Des Effets physiologiques et thérapeutiques de l'hydrate de chloral (1869)

### Histoire et philosophie
- Traité des signes de la mort et des moyens de prévenir les enterrements prématurés (1848), couronné par l'Institut
- Des Méthodes de classification en nosologie, deuxième thèse d'agrégation (1853)
- La Vie et ses attributs (1862) * Travaux et titres scientifiques de M. Eugène Bouchut Texte en ligne
- Histoire de la médecine et des doctrines médicales, leçons faites à l'École pratique (1864)
- Étude sur le vitalisme (1864) Texte en ligne
- Histoire de la médecine et des doctrines médicales (1873) en 2 volumes Texte en ligne 1 2

On lui doit aussi de nombreuses contributions publiées dans la Gazette des hôpitaux, les Annales d'hygiène publique, L'Union médicale et la Gazette médicale.